# 大阪市立高松小学校
大阪市立高松小学校（おおさかしりつ たかまつ しょうがっこう）は、大阪府大阪市阿倍野区にある公立小学校。

## 概要
校名の「高松」は、地域の旧地名（東成郡天王寺村大字天王寺小字高松）に由来する。地域にかつて松の木があったことが旧地名の由来だといわれる。高松の地名は大阪市編入の際に町名としては消滅したが、小学校名や校区を指す地域名として残っている。
1925年9月に、大阪市常盤尋常小学校（現在の大阪市立常盤小学校）から分離開校した。校内にビオトープが設置されている。また体験学習の重視や、異学年集団による縦割り活動などにも取り組んでいる。

## 沿革

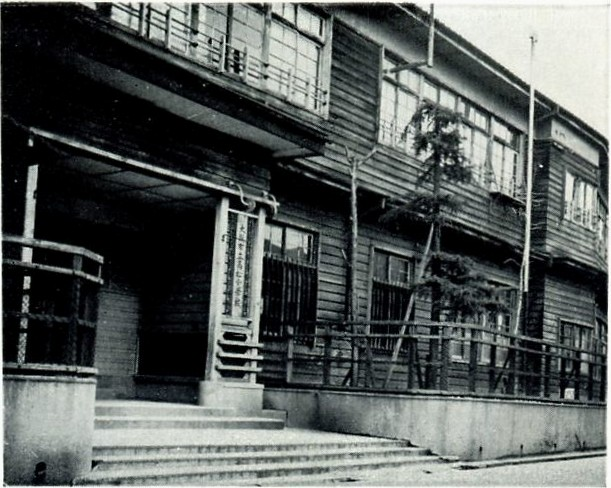
1956年頃の大阪市立高松小学校

1924年に当時の東成郡天王寺村が、従来の天王寺第二尋常小学校（現在の大阪市立常盤小学校）の校区を分割する形で、天王寺村高松に学校設置を決定した。天王寺村は1925年4月に大阪市に編入され、従来の天王寺村高松は住吉区天王寺町となった。大阪市編入から半年後の1925年9月15日付で、大阪市高松尋常小学校として現在地に開校した。
1941年には国民学校令の施行により、大阪市高松国民学校へと改称している。太平洋戦争の戦時体制に伴い、大阪市の国民学校児童は1944年以降学童疎開を実施することになった。学童疎開は縁故を原則にしたものの、縁故に頼れない児童については学校単位で集団疎開に参加させることになった。大阪市では集団疎開先の府県は行政区単位で指定され、阿倍野区の国民学校には和歌山県への集団疎開が割り当てられた。高松国民学校では和歌山県伊都郡紀見村・山田村（現在の橋本市）へ疎開することになり、1944年秋に疎開先に出発した。疎開は約1年後の1945年秋まで続いた。
1947年の学制改革により、大阪市立高松小学校となった。

### 年表
- 1924年 - 当時の東成郡天王寺村が学校設置を決定。
- 1925年9月15日 - 大阪市高松尋常小学校として開校。
- 1941年4月1日 - 大阪市高松国民学校に改称。
- 1944年 - 和歌山県へ集団疎開。
- 1947年4月1日 - 大阪市立高松小学校に改称。
- 1981年8月1日 - 校内に第二運動場を竣工。
- 2001年 - 第二運動場にビオトープなどからなる「高松わくわくランド」を設置。
- 1950年11月2日 - 校歌・校訓制定。

## 通学区域
- 大阪市阿倍野区 天王寺町北、天王寺町南。

卒業生は普通大阪市立文の里中学校へ進学する。

## 交通
- 大阪環状線 寺田町駅 南東へ約700m。
- 近鉄南大阪線 河堀口駅 北へ約500m。
- 阪和線 美章園駅 北へ約800m。
- 地下鉄御堂筋線・JR線 天王寺駅 東へ約1km。
- 大阪シティバス 天王寺町南2丁目バス停。